# Довге-Калуське
Довге-Калуське — село Калуського району Івано-Франківської області. Входить до складу Калуської міської громади. Знаходиться на Прикарпатті за 2 км від траси М10 у межиріччі двох гірських річок, однією із них є Лімниця, другою — Чечва.

## Історія
Дату заснування села неможливо встановити через відсутність писемних документів тої сивої давнини. Довге належить до найдавніших сіл Галичини, родючі землі якої здавна були заселені слов'янським населенням і яка в VI ст. стала джерелом його розселення на Балкани. В ІХ ст. Галичина була охрещена Кирилом і Мефодієм, а в 981 р. внаслідок військового походу київського князя Володимира Святославича включена до складу Русі. Наявні ж документи з кінця XIV ст., і в них ми бачимо згадки про село. Дехто безпідставно трактує першу збережену згадку як дату заснування, хоча зміст згадки заперечує таке трактування. Перша згадка про село датується 1387 роком.[джерело?]
Село належало до королівської (державної) власності, тому згадувалося в люстраціях. У 1565 р. в селі було 17 родин: 9 селянських господарств (господарі: Гриць Старий, Іванко Вервечич, Тимко Ісайович, Яць Чорміт, Пилип Олександрович, Лазар Лущич, Вась Корнісь, Антон Чолганський, Мартин Чолганський) платили податки натурою і відробляли повинності, 1 господарство (Іван Коваль) замість податків і повинностей оплачувало грошима, піп (ім'я невідоме) тільки платив данину, а 6 підсадків (родини без землі та господарств, імена невідомі) тільки відробляли повинності.
У 1648 р. жителі села взяли активну участь у народному повстанні, після відходу Хмельницького були масово репресовані.
У 1661 р. в селі було 27 родин. В 1667 р. Калуш і прилеглі села, у тому числі Довге-Калуське, були знищені татарами. У 1720 році збудована нова церква також, як і попередня, названа святого Василія Великого.
Ця старовинна церква згоріла у 1869 р. Того ж року збудована нова церква, яка згоріла в 1911 р. У березні 1914 р. перевезли дерев'яну церкву св. Архистратига Михаїла, престіл, Царські ворота, патериці з Калуша, тож у Довгому-Калуському і досі зберігаються ці унікальні речі. Освятили нову церкву 14 січня 1914 р. Австрійська армія конфіскувала в серпні 1916 р. у місцевій церкві 4 дзвони діаметром 57, 42, 36 і 32 см, вагою 85, 39, 25 і 17 кг, виготовлені в 1893-1904 рр. Після війни польська влада отримала від Австрії компенсацію за дзвони, але громаді села грошей не перерахувала.
Читальня «Просвіти» в селі заснована в 1904 р., вже тоді в ній налічувалося 78 членів, завідувачем був Андрій Ребега, у будинку якого і розміщувалася читальня.
У 1939 році в селі проживало 960 мешканців (950 українців і 10 євреїв). Село належало до ґміни Голинь Калуського повіту Станиславівського воєводства.
В 1939—1940 р.р. побудована школа. Жителі села боролись проти німецьких і радянських окупантів у рядах ОУН і УПА, за що їх родини ув'язнювали і висилали «у віддалені райони СРСР». В січні 1946 р. для боротьби з УПА в кожному селі був розміщений гарнізон НКВД, у Довгому-Калуському — з 56 осіб (на допомогу готові були 1300 в Калуші).
За даними облуправління МГБ у 1949 р. в Калуському районі підпілля ОУН найактивнішим було в селах Бережниця, Добровляни і Довге-Калуське.
19 серпня 1950 р. рішенням Калуського райвиконкому № 301 утворено колгосп імені 1-го травня, куди загнали 186 селянських господарств. Село — 71 сім'ю (269 осіб) виселяла комуністична влада рішенням Калуського райвиконкому № 293 від 19 липня 1951 р. у Долинський район Кіровоградської області (8 сімей до колгоспу ім. Фрунзе в с. Шулявино, 14 сімей в с. Добрянка, 8 сімей у Богданівку, 6 сімей в Михайлівку і т. д.) зі спаленням НКВД залишених будівель. Землі села райвиконком 17 серпня рішенням № 328 поділив між колгоспами сусідніх сіл. Найболючішим було те, що людей змушували залишати рідні домівки, городи, худобу, сільськогосподарський реманент і підписувати заяви про їхній нібито добровільний переїзд. Багато сімей, спродавши господарство, переховувалися у своїх знайомих і родичів у навколишніх селах: Тужилові, Голині, Пійлі, Новиці, Берлогах, Добровлянах тощо. Влада залишила в селі напризволяще перестарілих, немічних, одиноких, жінок із дітьми і зробила все, аби від нього не зосталося навіть згадки. 9 жовтня 1951 р. райвиконком ухвалив рішення № 493 про ліквідацію сільради, а 3 листопада — рішення № 504 про передачу церкви для перебудови на приміщення для потреб будинку перестарілих та рішення № 505 про передачу школи під будинок перестарілих.
Однак більшість жителів у роки відлиги повернулися з чужого краю, відновили село, працювали за копійки в колгоспі. В 1955—1959 р.р. у Довгому-Калуському був побудований нинішній Народний дім, у 1967 р. відкрито сільську бібліотеку, яку в 1979 р. перемістили в нове приміщення при фельдшерсько-акушерському пункті. В кінці 50-х — на початку 60-х, коли в країні відбувалася масова руйнація храмів, довгівцям вдалося відстояти свою церкву і не дати її знести.
На сільському цвинтарі поміж інших могил збереглися три могили колишніх священиків.

## Населення

### Мова
Розподіл населення за рідною мовою за даними перепису 2001 року:
| Мова       | Кількість | Відсоток |
| ---------- | --------- | -------- |
| українська | 870       | 99.78%   |
| російська  | 1         | 0.11%    |
| румунська  | 1         | 0.11%    |
| Усього     | 872       | 100%     |

## Соціальна сфера
- 862 осіб у 224 господарствах (станом на грудень 2012 року).
- Греко-католицька церква Василія Великого (храмове свято 14 січня) збудована 1916 року, пам'ятка архітектури місцевого значення № 764[17].
- Народний дім.
- Школа І ст[18]. на 50 місць.[19]
- ФАП.
- Бібліотека.[20]
- Хронічно аварійний міст.[21][22]
- У 2018 р. встановлено освітлення вулиць.[23]

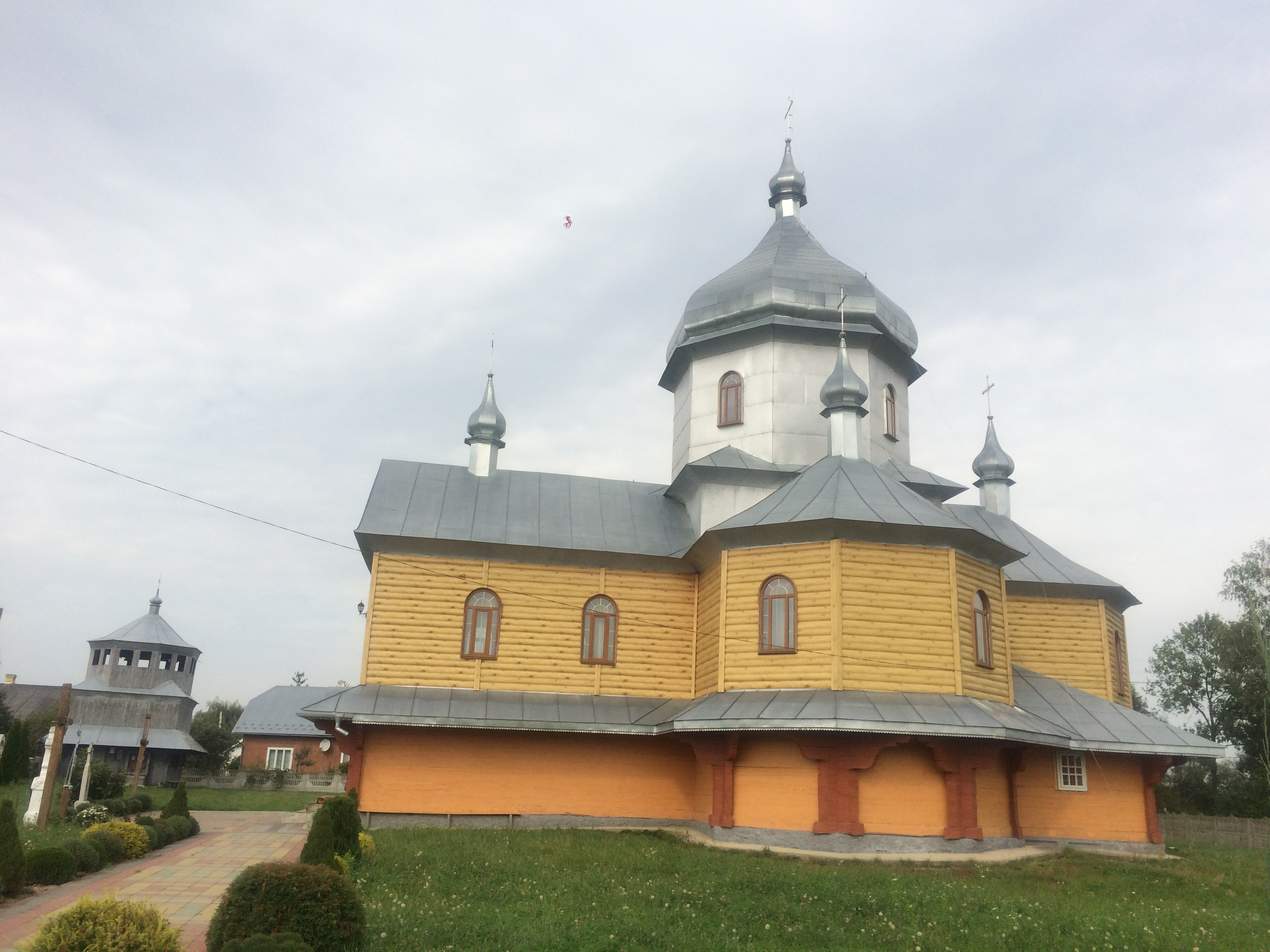
Церква святого Василія Великого
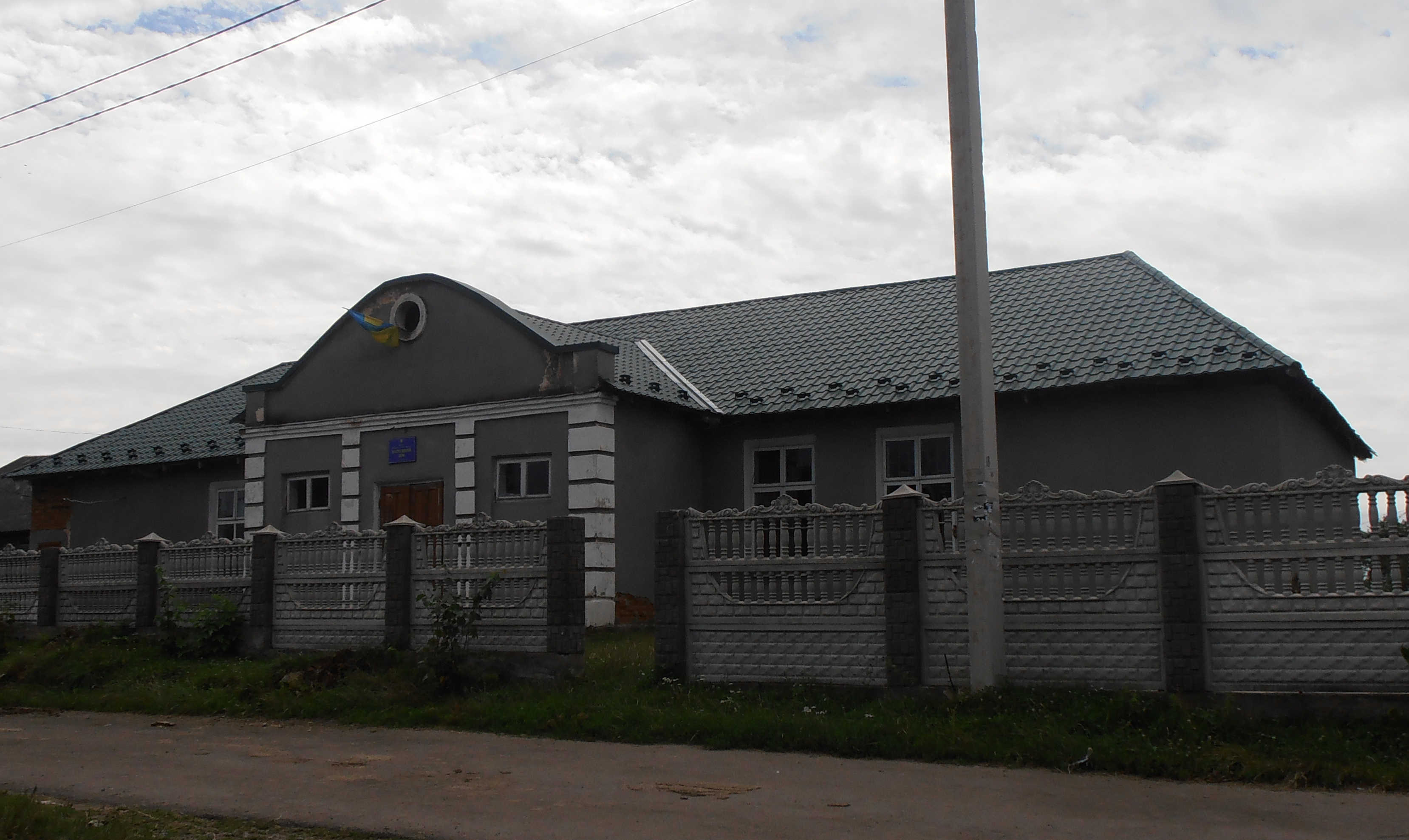
Народний дім
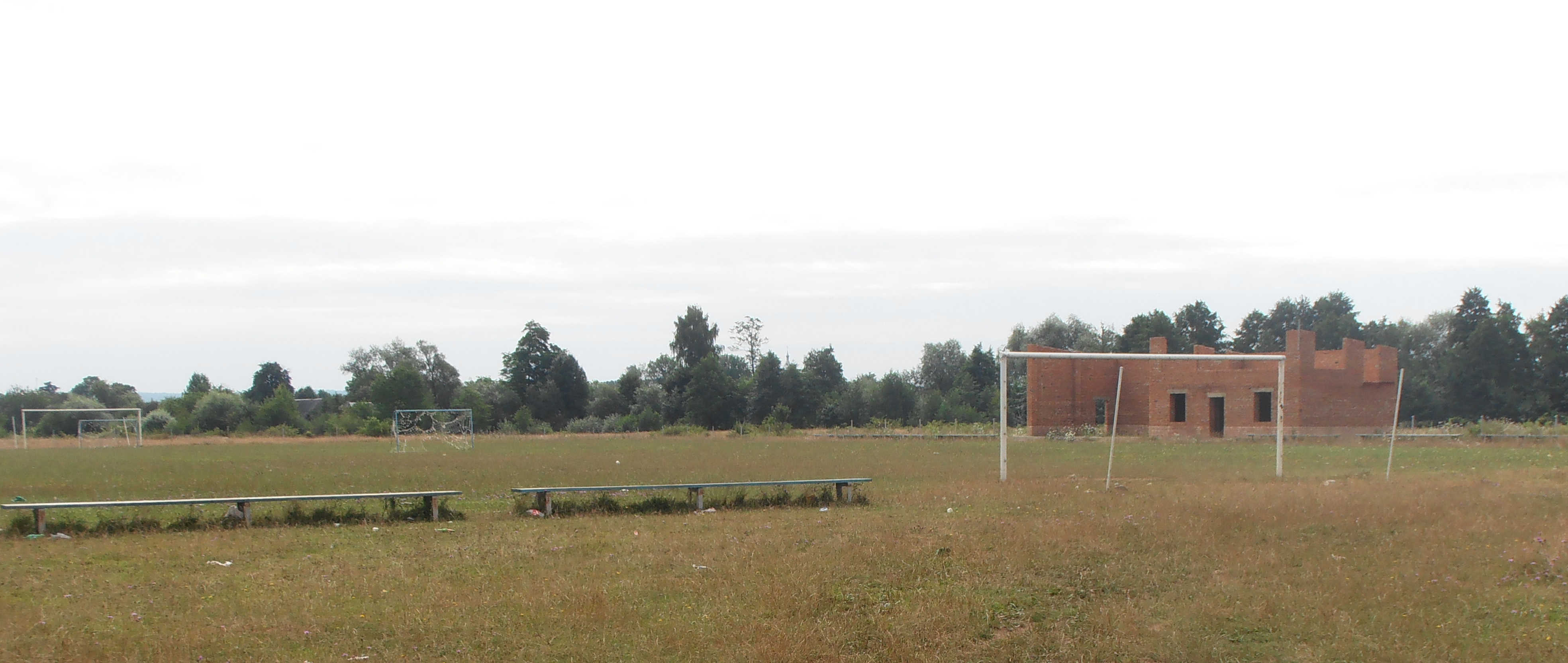
Стадіон
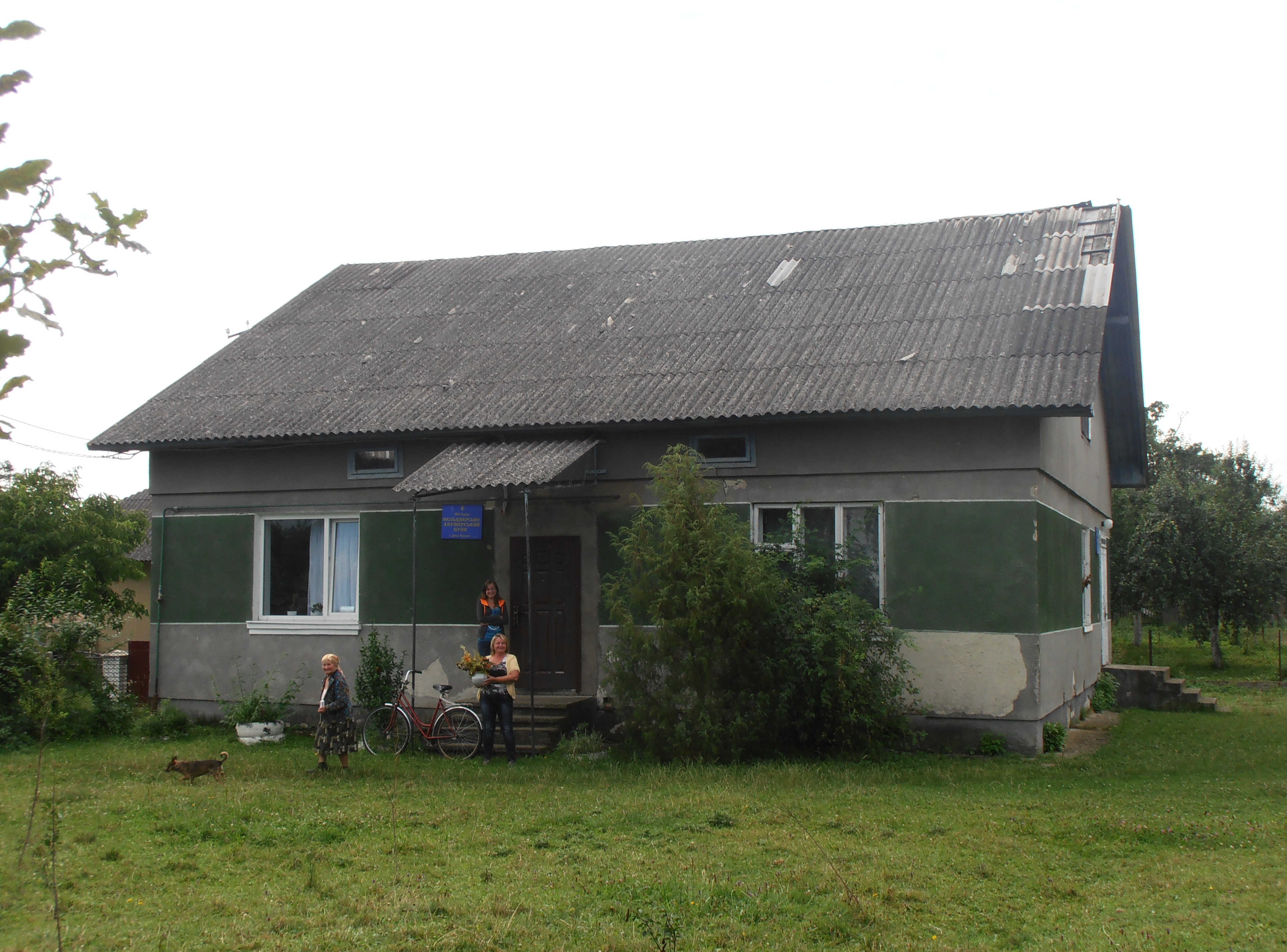
ФАП
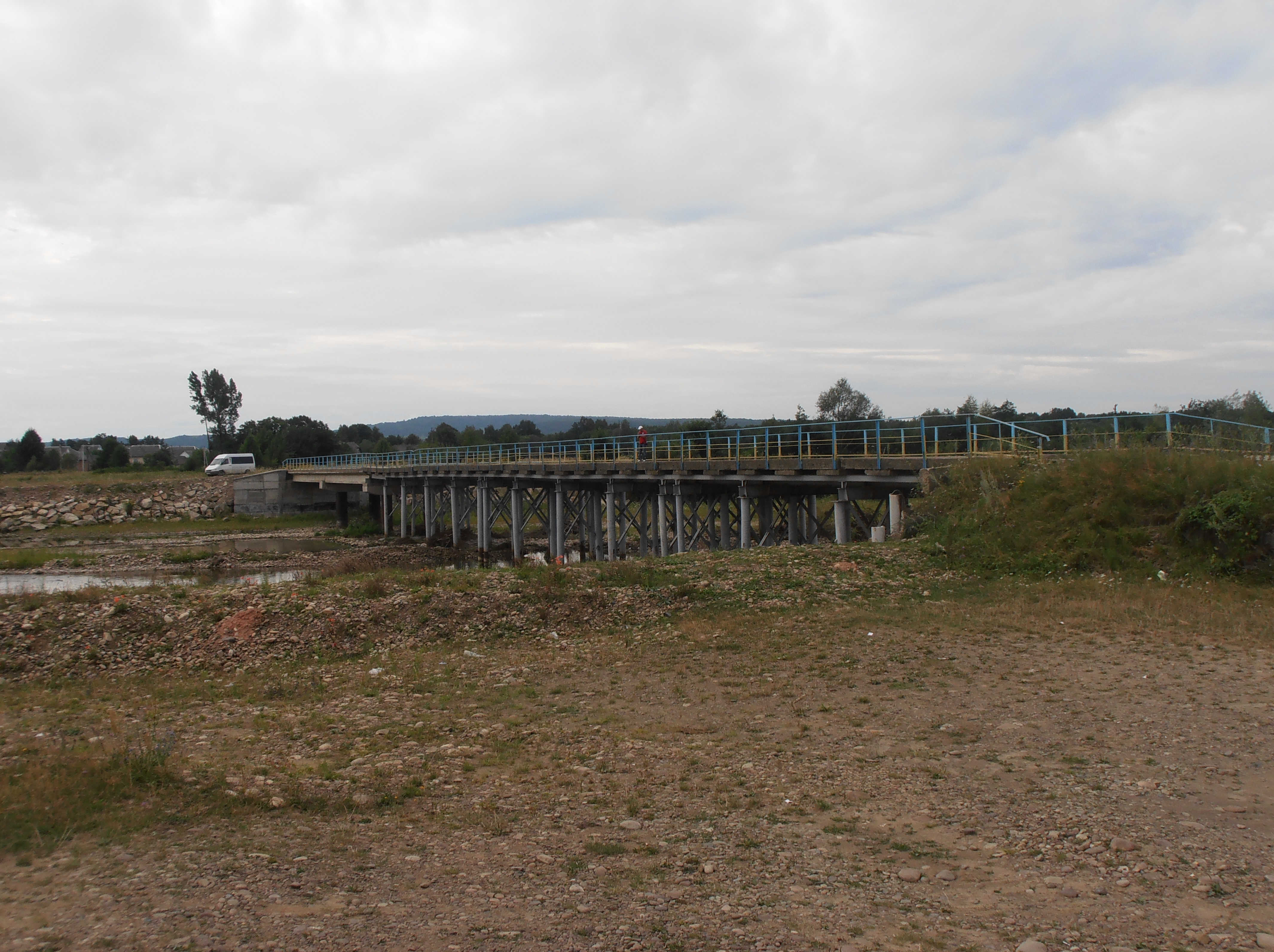
Міст через Чечву

## Вулиці
У селі є вулиці:
- Василя Стефаника
- Зелена
- Івана Франка
- Володимира Івасюка (Колгоспна)
- Лесі Українки
- Новобудова
- Тараса Шевченка

## Фото

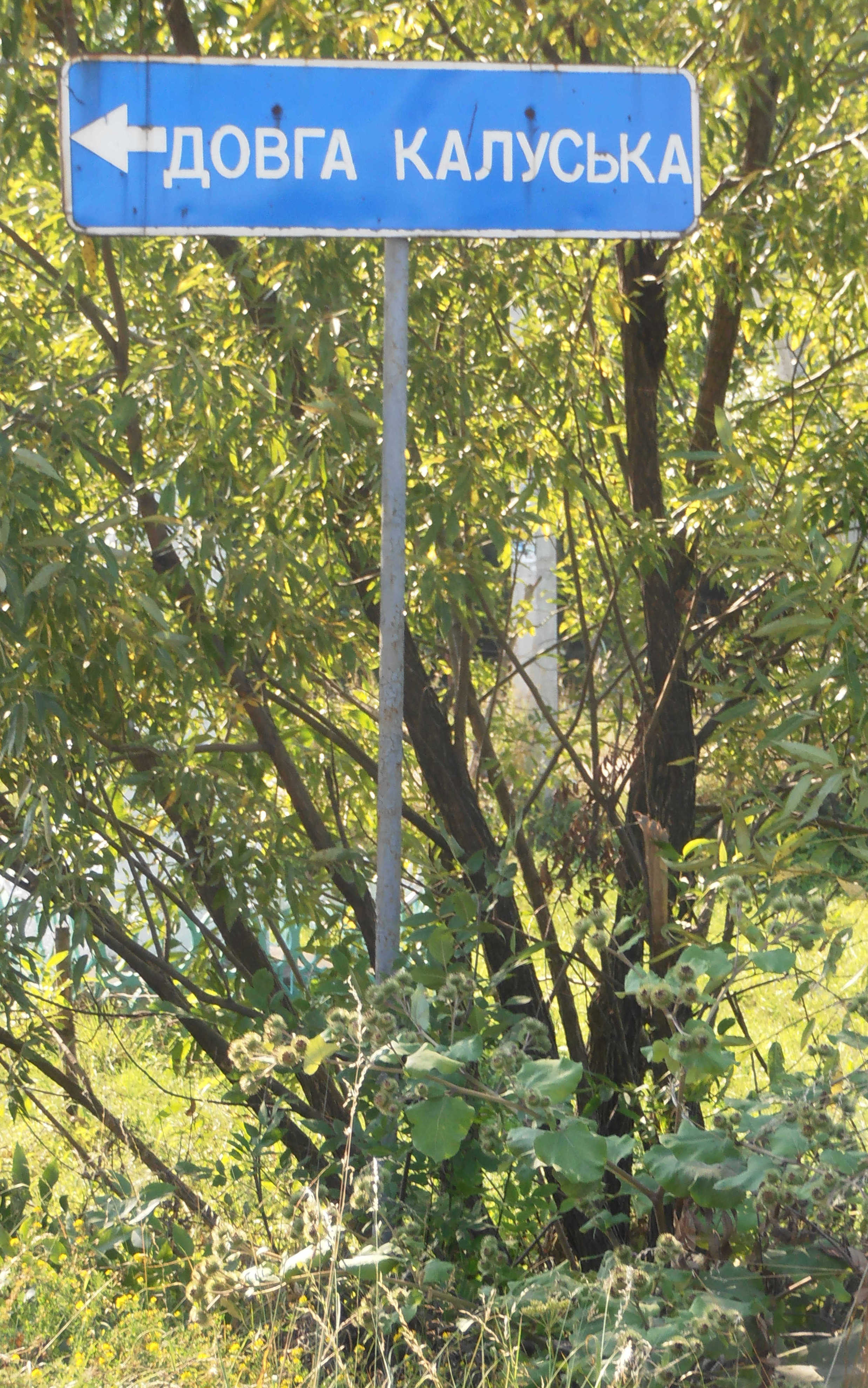
Табличка на трасі М10 з помилкою назви села
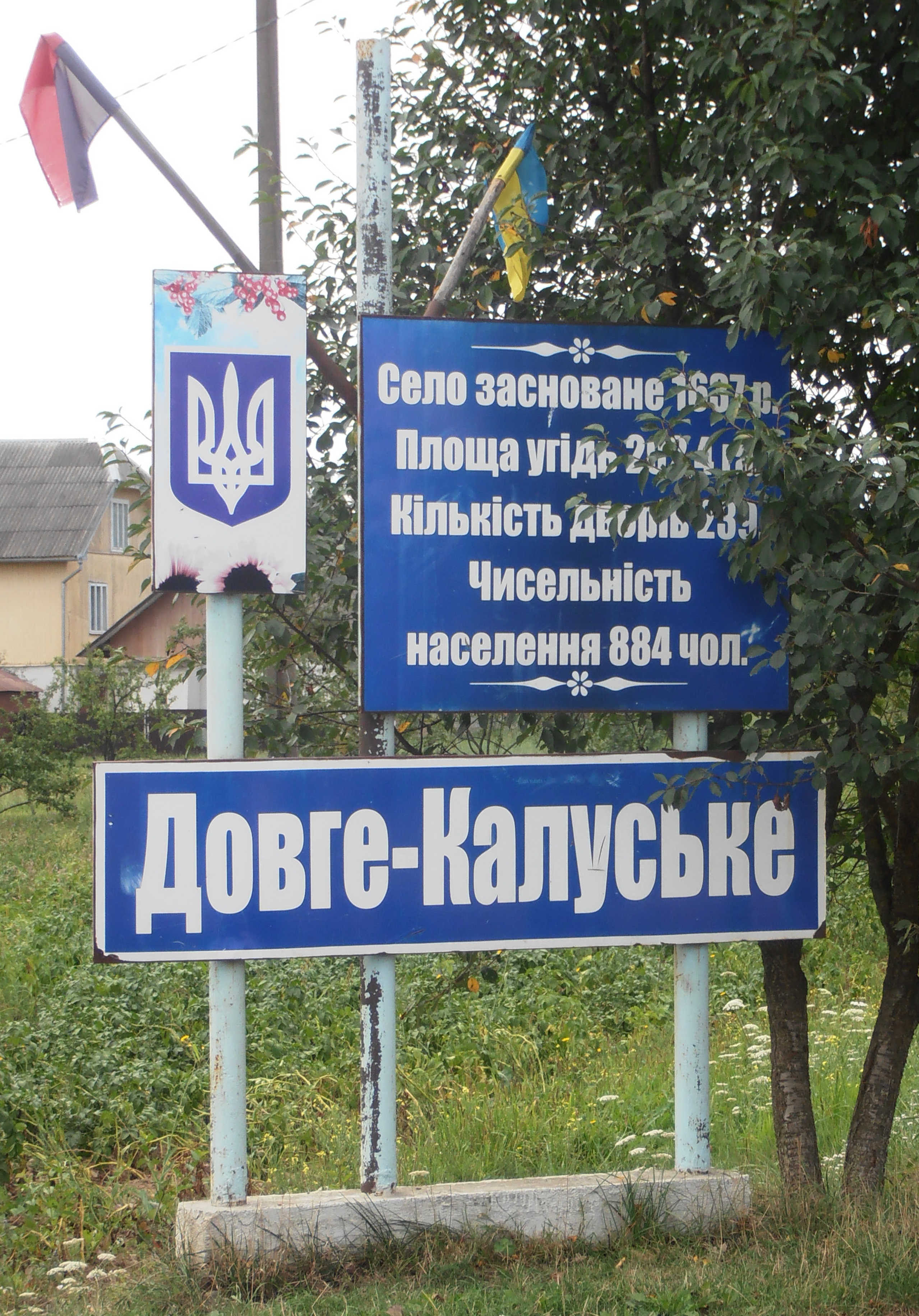
Знак з помилковою датою заснування
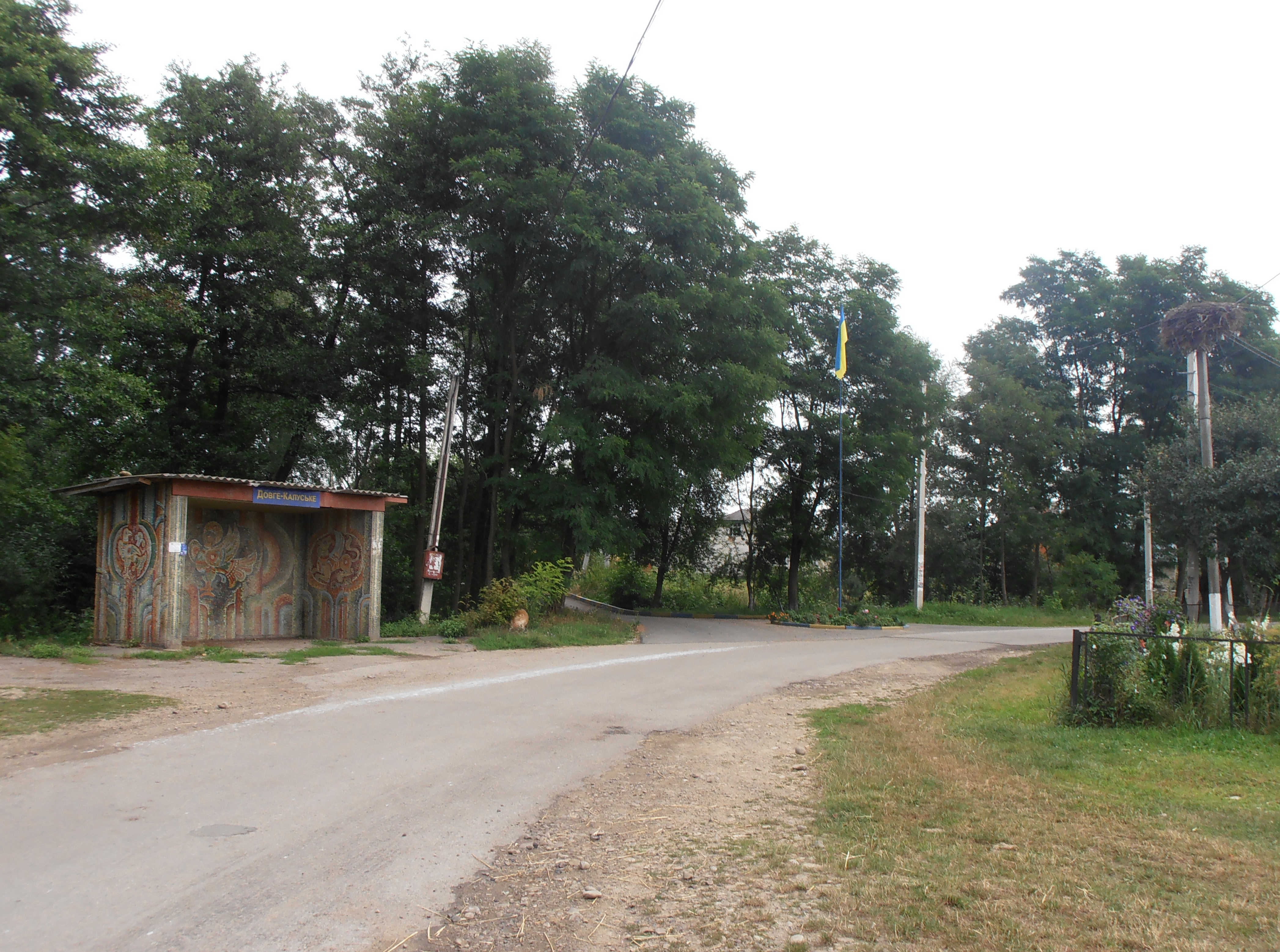
Автобусна зупинка
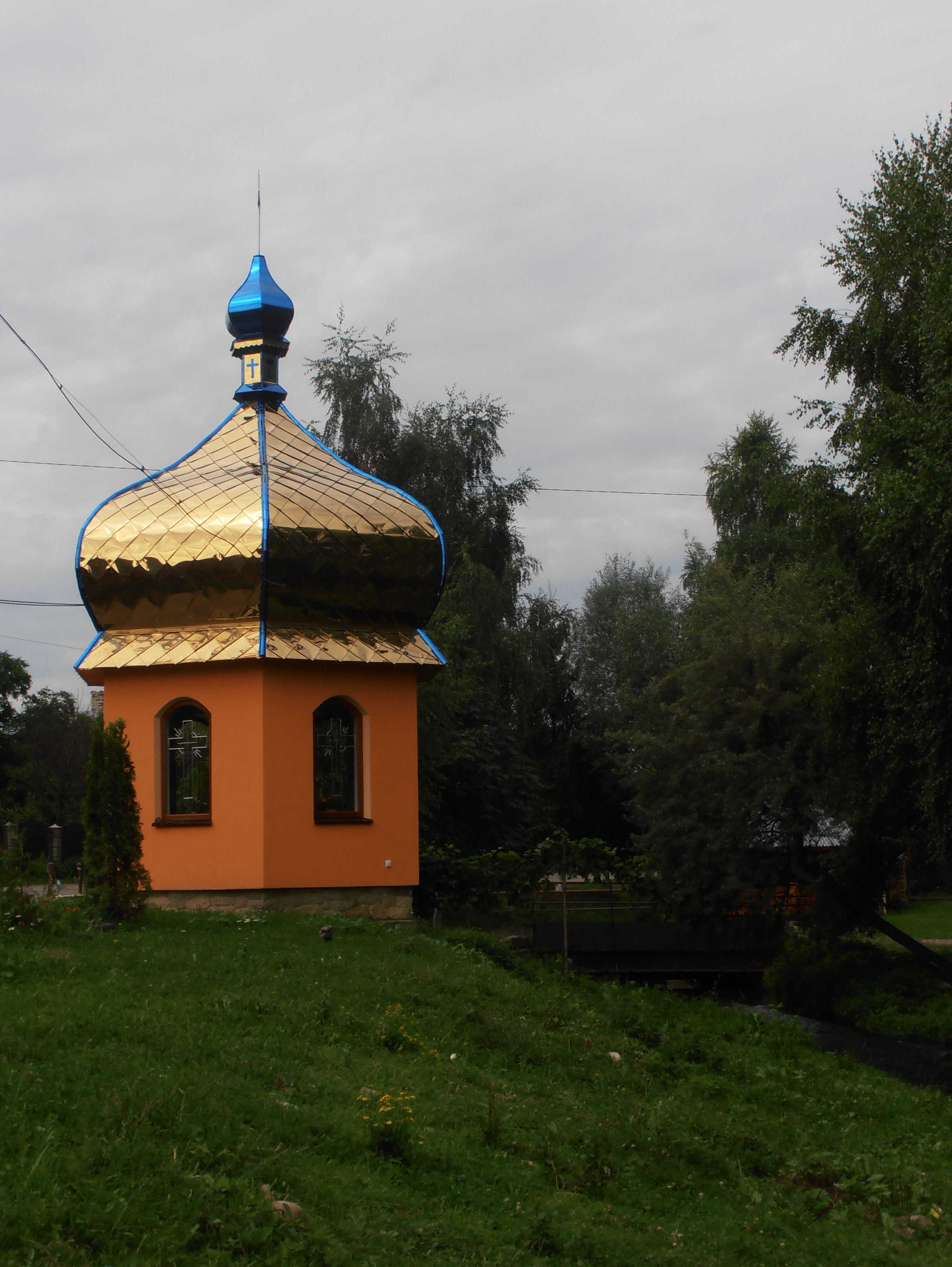
Капличка
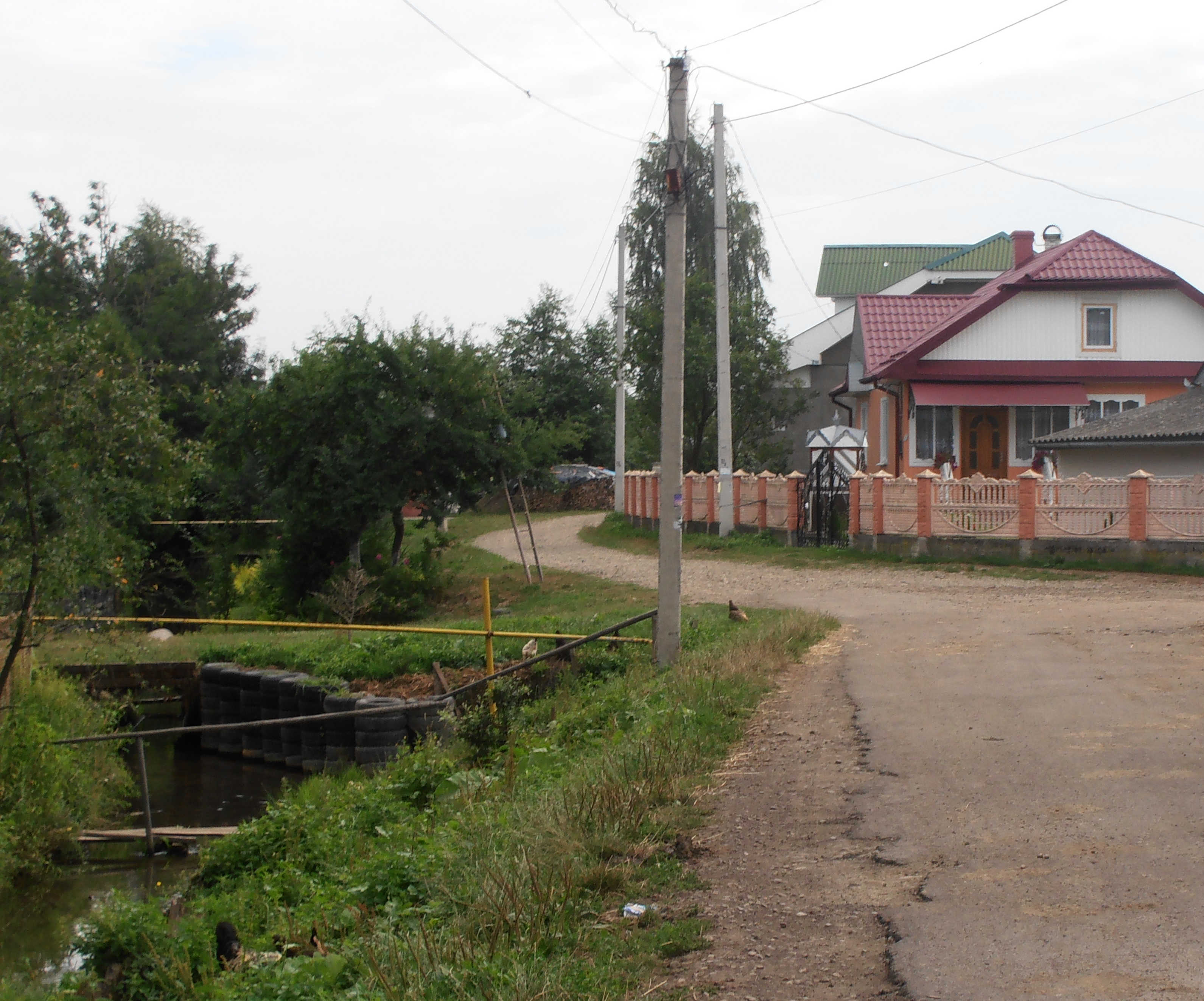
Набережна
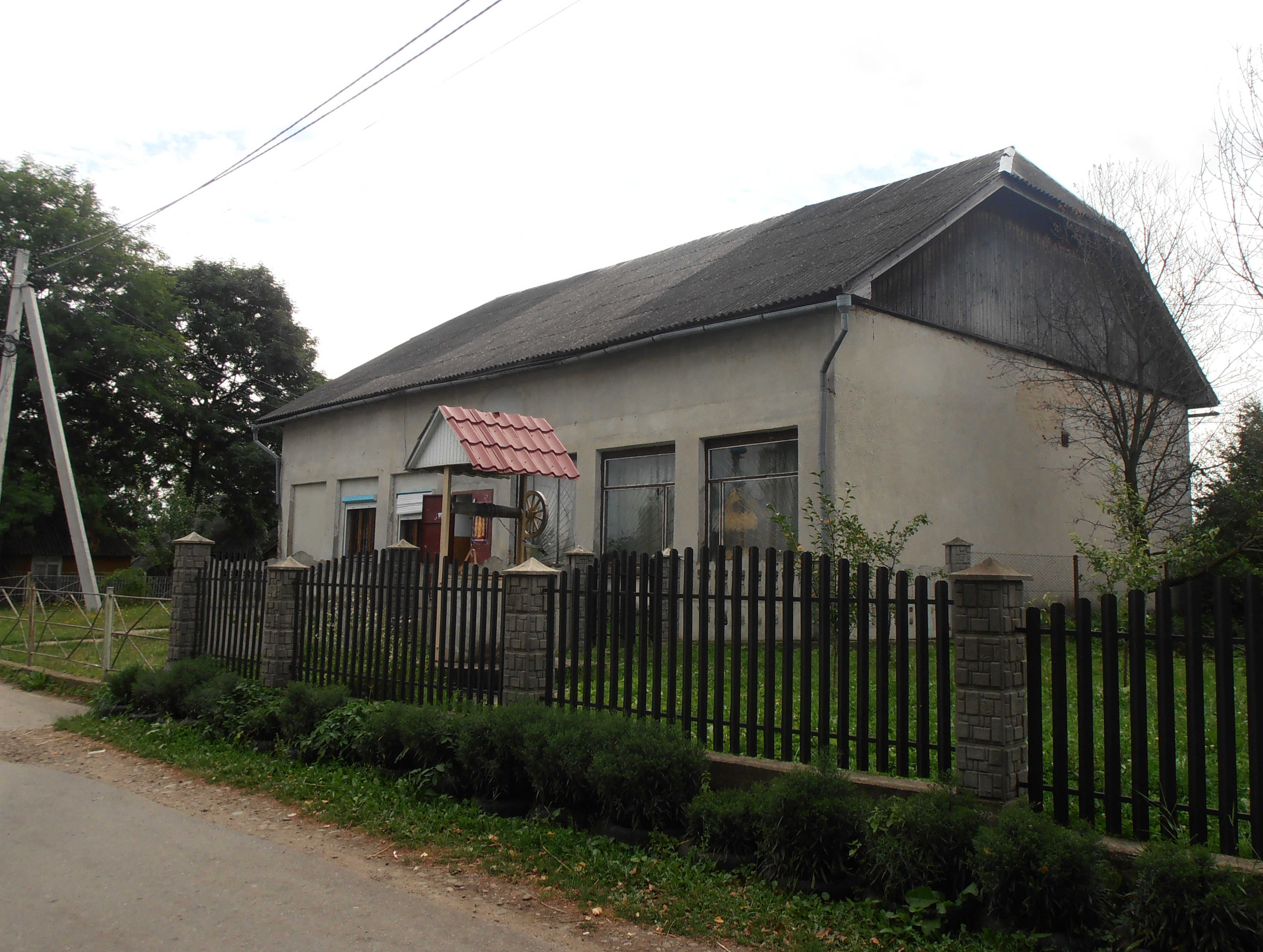
Сільмаг
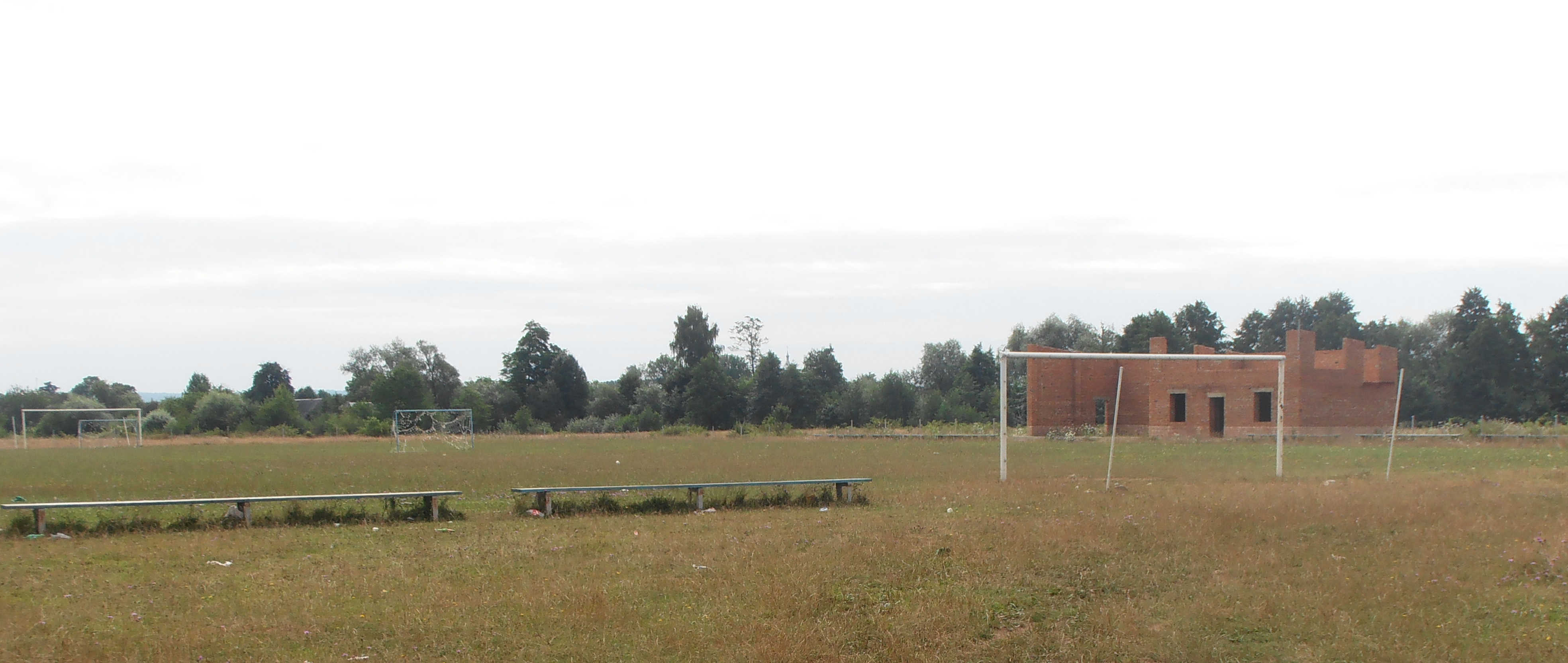
Стадіон
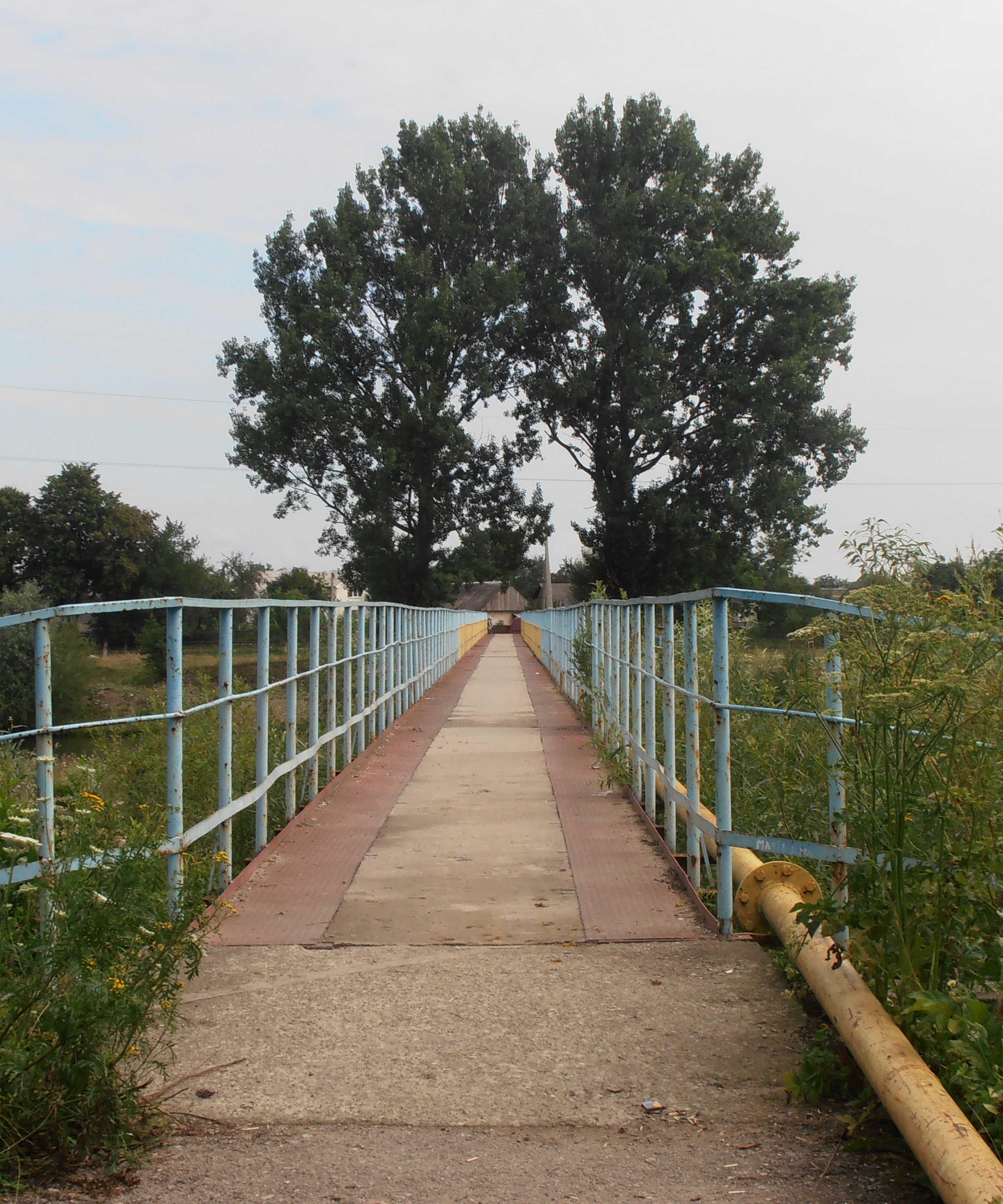
Місток на Пійло
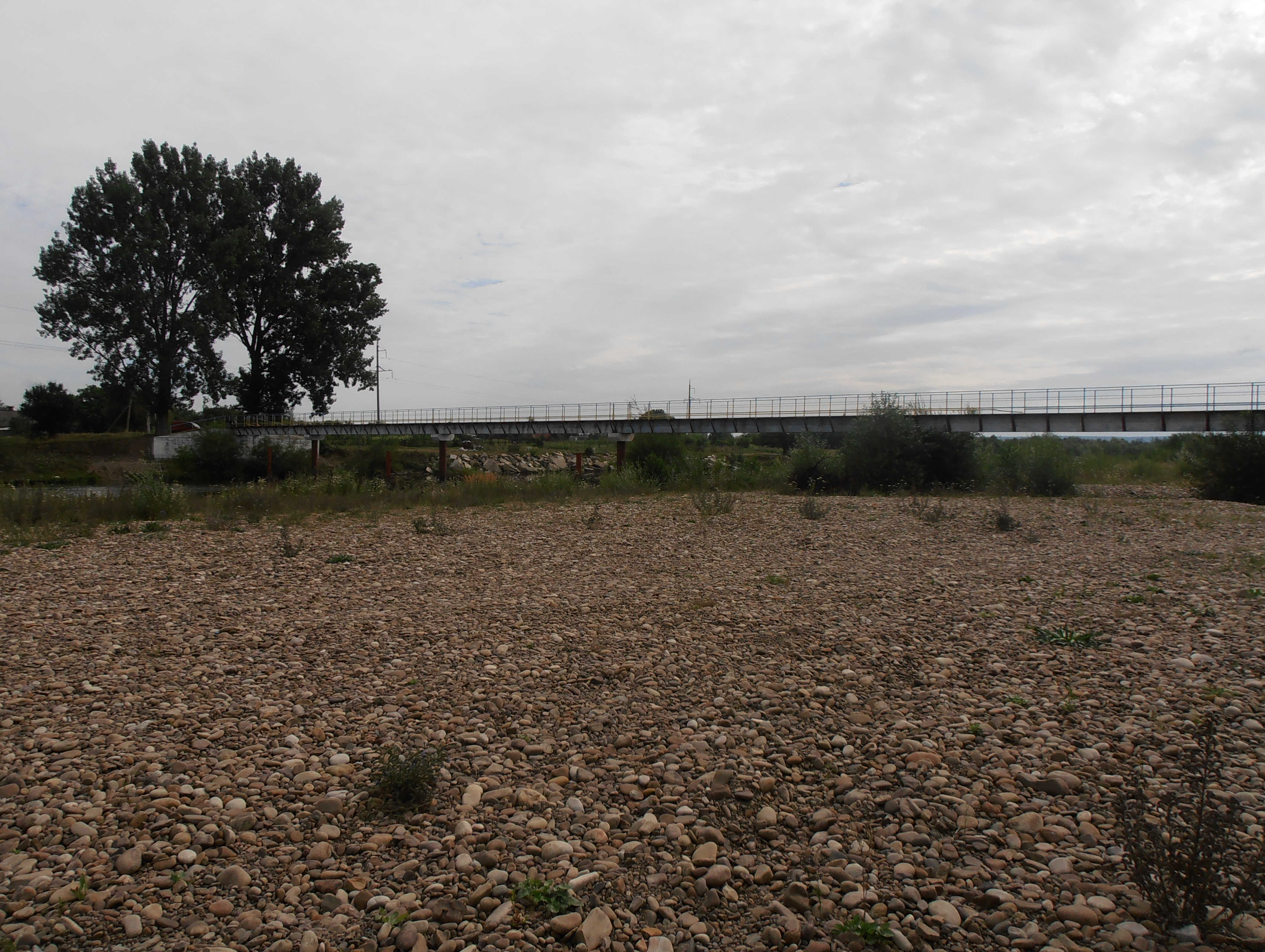
Місток через Чечву